# Джесутасан Антонітасан
Джесутаса́н Антонітаса́н (там. அந்தோனிதாசன் யேசுதாசன்; нар. 1967, Шрі-Ланка) — ланкійський тамільський письменник, актор. Відомий за участю у французькому фільмі Жака Одіара «Діпан» (2015).

## Біографія
Джесутасан Антонітасан народився у 1967 році на Шрі-Ланці. У віці 15-16 років почав допомагати повстанському руху «Тигри визволення Таміл-Іламу», у 1984 році став членом цього руху, проте в 1986 році, розчарувавшись, покинув «тигрів». Після цього подорожував, потім нелегально переїхав у Францію, де отримав статус біженця. Живучи у Франції, змінив багато занять.
Наприкінці 1990-х років почав писати під псевдонімом Shobasakthi. У 2015 році знявся у напів-автобіографічному фільмі «Діпан» (режисер Жак Одіар) про долю іммігранта зі Шрі-Ланки. Стрічка отримала Золоту пальмову гілку 68-го Каннського міжнародного кінофестивалю. Фільм «Діпан» (2015) став першим для Джесутасана Антонітасана, де він зіграв головну роль. До того він лише один раз з'явився в епізодичній ролі в індійському фільмі «Сендагал» (2011).

## Твори (вибірково)
- கொரில்லா (Горила) (2001, அடையாளம்)[2]
- சனதருமபோதினி (2001, Sugan) (співавтор Sugan)[3]
- கறுப்பு (Чорний) (2002, Sugan) (співавтор Sugan)[4]
- தேசத்துரோகி (Зрадник) (2003, கருப்புப் பிரதிகள்)[5]
- ம் (Hmm) (2004, கருப்புப் பிரதிகள்)[6]
- வேலைக்காரிகளின் புத்தகம் (Книга служниць) (2007, கருப்புப் பிரதிகள்)[7]
- Gorilla (Горила) (2008, Random House) (Англійський переклад Anushiya Ramaswamy)
- எம்.ஜி.ஆர். கொலை வழக்கு (The MGR Murder Trail) (2009, கருப்புப் பிரதிகள்)
- கொலைநிலம் (2009, வடலி வெளியீடு) (співавтор Thiyagu)
- போர் இன்னும் ஓயவில்லை (2010, கருப்புப் பிரதிகள்)
- நான் எப்போது அடிமையாயிருந்தேன் (Коли я був рабом) (2010, கருப்புப் பிரதிகள்)
- Traitor (Горила) (2010, Penguin) (Англійський переклад Anushiya Ramaswamy)[8]
- பஞ்சத்துக்கு புலி (2011, கருப்புப் பிரதிகள்)
- செங்கடல் (Мертве море)
- இன்றெமக்குத் தேவை சமாதானமே
- முப்பது நிறச்சொல் (2014, கருப்புப் பிரதிகள்)
- எவராலும் கற்பனை செய்ய முடியாத நான் (No One Can Imagine) (2014, கருப்புப் பிரதிகள்)
- கண்டி வீரன் (2014, கருப்புப் பிரதிகள்)[9]
- Box கதைப் புத்தகம்

## Фільмографія
| Рік  | Фільм    | Оригінальна назва | Роль        |
| ---- | -------- | ----------------- | ----------- |
| 2011 | Сендагал | Sengadal          | Сіванандхан |
| 2015 | Діпан    | Dheepan           | Діпан       |

## Визнання
| Рік            | Категорія       | Номінант | Результат |
| -------------- | --------------- | -------- | --------- |
| Премія «Сезар» |                 |          |           |
| 2016           | Найкращий актор | Діпан    | Номінація |